# Итурея

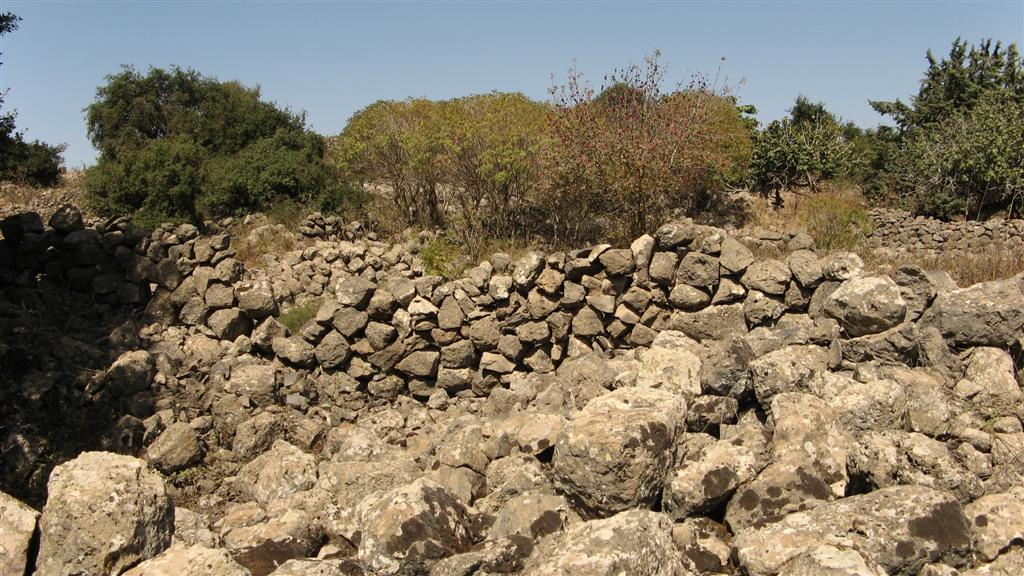
Развалины итурейской деревни на Голанских Высотах

Итурея (лат. Ituraea) — историческая область на юге современного Ливана к северо-востоку от Галилеи. Упомянута в Библии как территория которой управлял брат Ирода Антипы Филипп (Лк. 3:1). В древности Итурею населяли кочевые арабские или арамейские племена. Они были покорены иудейским царем Александром Яннаем и обращены в иудаизм. Наиболее известным правителем Итуреи был Птолемей Халкидский, возглавивший страну после Александра Янная.
Название, возможно, происходит от имени Йитур (Иетур), сына Измаила.